# Киевское общество воздухоплавания

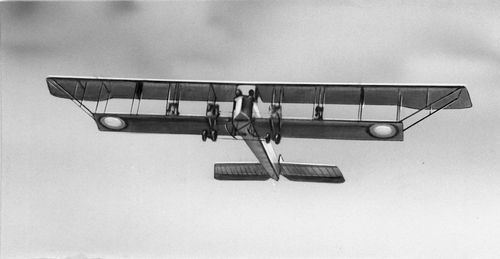
«Илья Муромец» в полете

Киевское общество воздухоплавания — добровольное, научно-техническое и спортивное общество содействия развитию авиации и воздухоплавания, существовавшее в Киеве в 1909—1916 годы.

## История
В 1899 году в Киеве началось движение за создание пятого, воздухоплавательного отделения Киевского политехнического института, который возглавил один из крупнейших энтузиастов авиации профессор Николай Андреевич Артемьев. По его инициативе в 1905—1906 годах при Механическом кружке политехнического института была создана Воздухоплавательная секция. Почетным председателем секции стал профессор Степан Тимошенко, а её вице-председателем Бобров Викторин Флавианович — студент механического отделения КПИ. В ноябре 1908 года секция преобразована в Воздухоплавательный кружок с отделами аэропланов, вертолётов, двигателей и орнитоптеров.
Общество основано 8 ноября 1909 года в Киеве на базе воздухоплавательного кружка Киевского политехнического института. Члены общества разрабатывали проекты летательных аппаратов, строили и испытывали их. Выполняли полеты на право получения диплома пилота-авиатора, организовывали соревнования, устраивали выставки и т. д. 5 июня 1910 года в Киеве профессор Киевского политехнического института Александр Кудашев впервые поднял самолёт в воздух, который стал первым летающим самолётом, созданным в Российской империи. Из истории авиации хорошо известно, что первым в мире попытку строительства реактивного самолёта сделал киевский губернский инженер Федор Гешвенд и начальник инженерной службы Киевского военного округа Третеский Иустин Иванович.
В 1913-14 годах на заводе в Петербурге по проектам Киевского общества воздухоплавания были построены самолёты «Гранд», «Русский Витязь» и «Илья Муромец».

## Известные члены общества

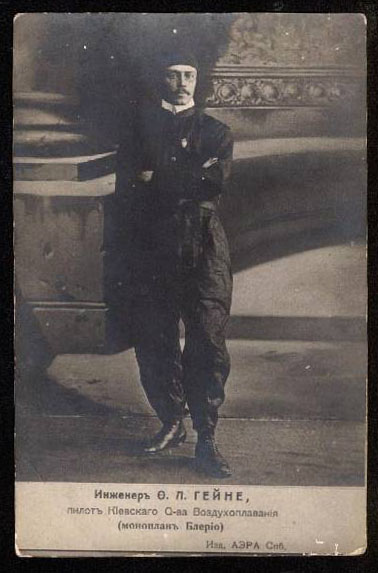
Гейне Ф. Л. — пилот Киевского общества воздухоплавания. Почтовая карточка начала XX века.

- Сикорский Игорь Иванович (1889-1972) — выдающийся авиаконструктор
- Петр Николаевич Нестеров (1887-1914) — выдающийся авиатор
- Кудашев Александр Сергеевич (1872 — 19??) — профессор КПИ
- Делоне Николай Борисович (1856-1931) — профессор КПИ
- Ткачев Вячеслав Матвеевич (1885-1965) — генерал-майор авиации
- Григорович Дмитрий Павлович (1883-1938) — выдающийся авиаконструктор
- Свешников Александр Николаевич (1887-1918) — авиатор, авиаконструктор, военный летчик.
- Григорьев Владимир Петрович (1883-1922) — авиаконструктор.
- Терещенко Федор Федорович (1888-1950) — авиаконструктор.
- Касьяненко, Иван Иванович (1887-1942) — авиаконструктор, замректора КПИ, Ректор Киевского с/х института, Председатель правления авиакомпании «Укрвоздухпуть».
- Касьяненко, Евгений Иванович (1889-1938) — авиаконструктор Харьковского авиазавода. главный редактор редакции ежедневной газеты «Вести ВУЦИК»
- Касьяненко, Григорий Иванович (1891 — 193?) — украинский общественно-политический деятель, украинский авиаконструктор.
- Касьяненко, Андрей Иванович (1886 — 1946) — преподавал авиацию на механическом факультете КПИ.
- Карпека Александр Данилович (1894-1918) — студент КПИ, в 1910—1913 гг. построил три самолёта в своей домашней мастерской по ул. Владимирской, 64.
- Адлер, Георгий Петрович (1886-1965) — студент КПИ, известный авиаконструктор.
- Былинкин Федор Иванович— сын киевского купца, студент КПИ, в 1911 г. в собственном ангаре на Сырецком аэродроме построил «Былинкин-биплан». Вместе с Игорем Сикорским и Василием Иорданом, начал создание биплана БИС № 1 (Былинкин, Иордан, Сикорский). Затем его перестроили в самолёт БИС № 2, на котором 3 июня 1910 года в присутствии спортивных комиссаров Киевского общества воздухоплавания Игорь Сикорский выполнил удачный полет по прямой длиной в 182 м на высоте 1,2 м продолжительностью 12 сек. В дальнейшем было совершено около 50 полетов на высоте 10 м, но с малой продолжительностью.
- Иордан Василий — студент КПИ, в 1910 году строил самолёты в собственной мастерской по ул. Львовской, 5 (теперь — ул. Сечевых Стрельцов). Вместе с Игорем Сикорским и Федором Былинкиным, начал создание своего первого биплана БИС № 1 (Былинкин, Иордан, Сикорский).
- Фальц-Фейн Александр Александрович (1893-1916) — киевский авиатор, авиаконструктор. сын А. Э. Фальц-Фейна. С юных лет сын увлекался самолётами. Он их строил и сам на них летал (А. Н. Туполев был его соучеником). Отправившись добровольцем на собственном самолёте на войну 1914 г., он был сбит австрийцами, попал в плен. При падении получил тяжелые травмы и был помещен в госпиталь, где заразился туберкулезом. Он умер 23-х лет и был похоронен в Аскании-Нова.
- Известны также другие киевские авиаконструкторы 1910-х годов: И. И. Ильницкий, Г. И. Фрейман.

## Ссылка
- Київські авіатори
- Товариство повітроплавання
- До 100-річчя заснування Київського товариства повітроплавання Архивная копия от 22 сентября 2020 на Wayback Machine
- [leksika.com.ua/14600917/ure/kiyivske_tovaristvo_povitroplavannya Київське товариство повітроплавання] Архивная копия от 29 августа 2016 на Wayback Machine
- Круглий стіл, присвячений 100-річчю заснування Київського товариства повітроплавання. Архивная копия от 25 сентября 2020 на Wayback Machine[недоступне посилання з липень 2019]
- Витоки української авіації Архивная копия от 28 октября 2012 на Wayback Machine